# Piczek Izabella
Piczek Izabella (Győr, 1927. november 14. – Los Angeles, Kalifornia, USA, 2016. szeptember 29.) magyar származású egyházi művész volt, aki talán leginkább a Torinói lepelről készített tanulmányáról ismert, és Los Angelesben élt. Nővére, Piczek Edit (?-2012) szintén neves egyházi művész volt. Piczek Zoltán (1897-?) lánya volt.

## Életpályája
Piczek Izabella és nővére, Edit Magyarországon született, ahol apja neves művész és művészeti tanár volt. 1946–1948 között a Magyar Képzőművészeti Egyetem hallgatója volt. A második világháború után a nővérek a magyarországi kommunista diktatúra idején Rómába menekültek, hogy a szakrális művészettel foglalkozzanak. Ott, még tizenévesen megnyertek egy 1949-es pályázatot, amikor a római Pápai Biblikus Intézet falfestményét festhették meg.
1955-ben már Kanadában voltak, majd nem sokkal később Los Angelesbe érkeztek, hogy közös tehetségüknek hódoljanak. Las Vegasban Edith tervezte az Őrangyal-székesegyház homlokzatán lévő 2000 négyzetméteres mozaikot, amely az őrangyal szerepeit illusztrálta. Izabella alkotta meg a Keresztút stációit ábrázoló festett üvegablakokat ugyanezen templom számára. A kaliforniai Orange-ban található Holy Family Cathedral mozaikjain és ablakain, valamint a nevadai Renóban található Saint Thomas Aquinas Cathedral művészeti alkotásain is együtt dolgoztak. Izabella készítette a washingtoni National Shrine of the Immaculate Conception bazilika 300 négyzetméteres figurális ólomüveg bejáratát.
1992-ben II. János Pál pápa kitüntette a termékeny művészi munkássága elismeréseként, amelynek példái a világ közel 500 különböző katedrálisában, templomában és más épületében találhatók. Roger Mahony bíboros, Los Angeles érseke felvette a Nagy Szent Gergely-rendbe, és a Szent Gergely Dáma címet adományozta neki, amivel egyike lett annak a mindössze 70 lovagnak és dámának a világon, akiknek ez a megtiszteltetés megadatott.

## Fordítás
- Ez a szócikk részben vagy egészben  az   Isabel Piczek című angol Wikipédia-szócikk ezen változatának fordításán alapul.  Az eredeti cikk szerkesztőit annak laptörténete sorolja fel. Ez a jelzés csupán a megfogalmazás eredetét és a szerzői jogokat jelzi, nem szolgál a cikkben szereplő információk forrásmegjelöléseként.